# Anders Dahlström den yngre

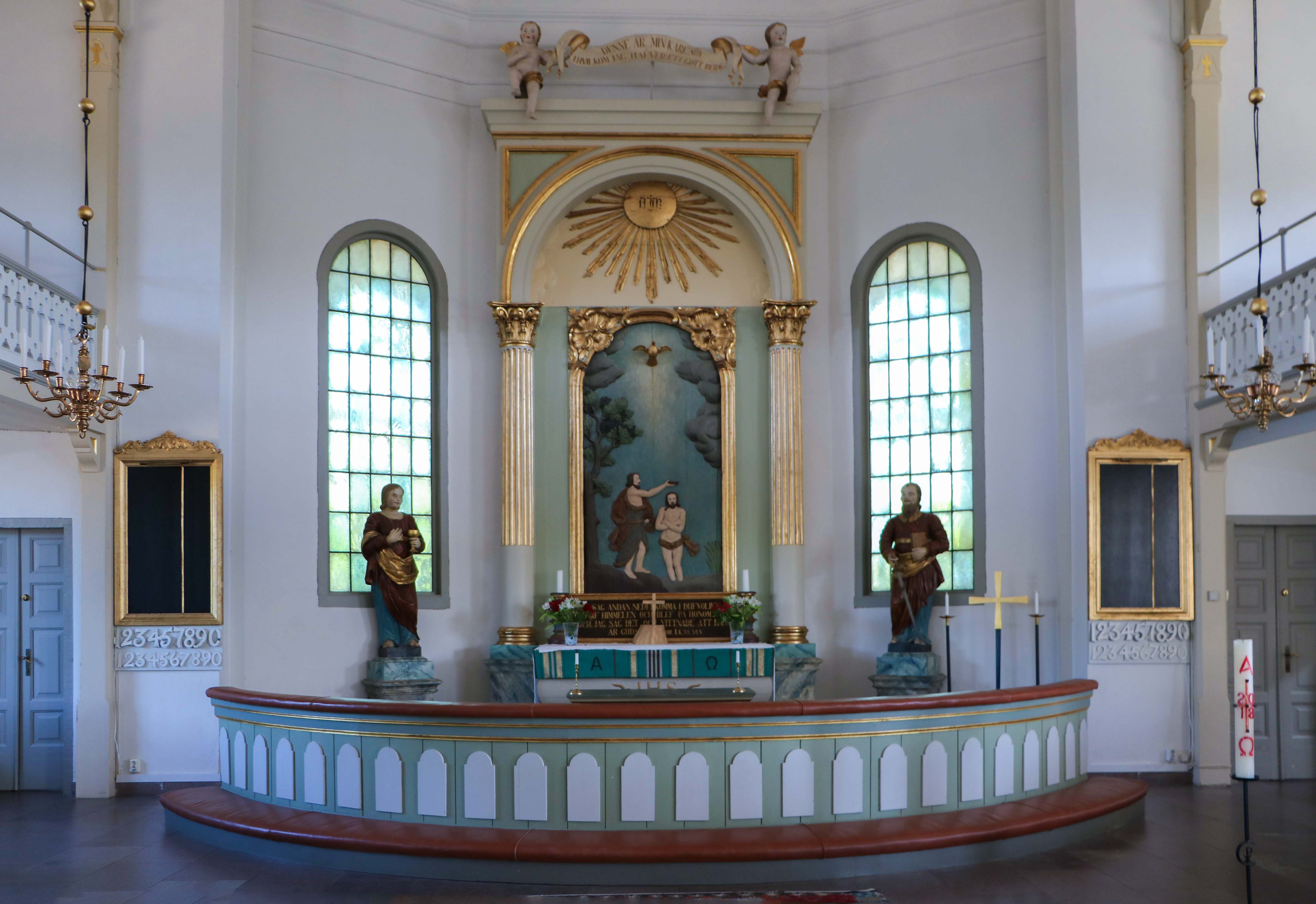
Altaruppsats i Högby kyrka,Öland

Anders Dahlström den yngre, född 10 mars 1742 i Döderhults församling, Kalmar län, död 26 juli 1809 i Döderhults församling, Kalmar län, var en svensk bildhuggare.

## Biografi
Anders Dahlström var son till Anders Dahlström den äldre och gift med Susanna Brita Strobel. Hans arbeten når inte riktigt samma kvalité som faderns arbeten. Bland hans betydande arbeten märks en altaruppsats till Högby kyrka på Öland.